# Jimmy Davies
James Richard Davies, conocido como Jimmy Davies (8 de agosto de 1929 - 11 de junio de 1966)  fue un piloto de carreras estadounidense en autos champ y midget. 
Fue el segundo hombre en ganar tres National Midget Championships de la United States Auto Club (USAC). 
Cuando Davies ganó las 100 millas (160,9 km) Campeonato Nacional de la AAA en Del Mar, California, el 6 de noviembre de 1949; con 20 años, 2 meses y 29 días, se convirtió en el piloto más joven en ganar una carrera en una importante serie de monoplazas de EE. UU., un récord que no se batió hasta Marco Andretti. Ganó la carrera IRL: Sonoma Grand Prix en Sonoma, California en 2006. 
Davies corrió en AAA con un certificado de nacimiento falso que lo mostraba mayor (al igual que Troy Ruttman y Jim Rathmann) y estaba compitiendo ilegalmente.

## Resultados

### Fórmula 1

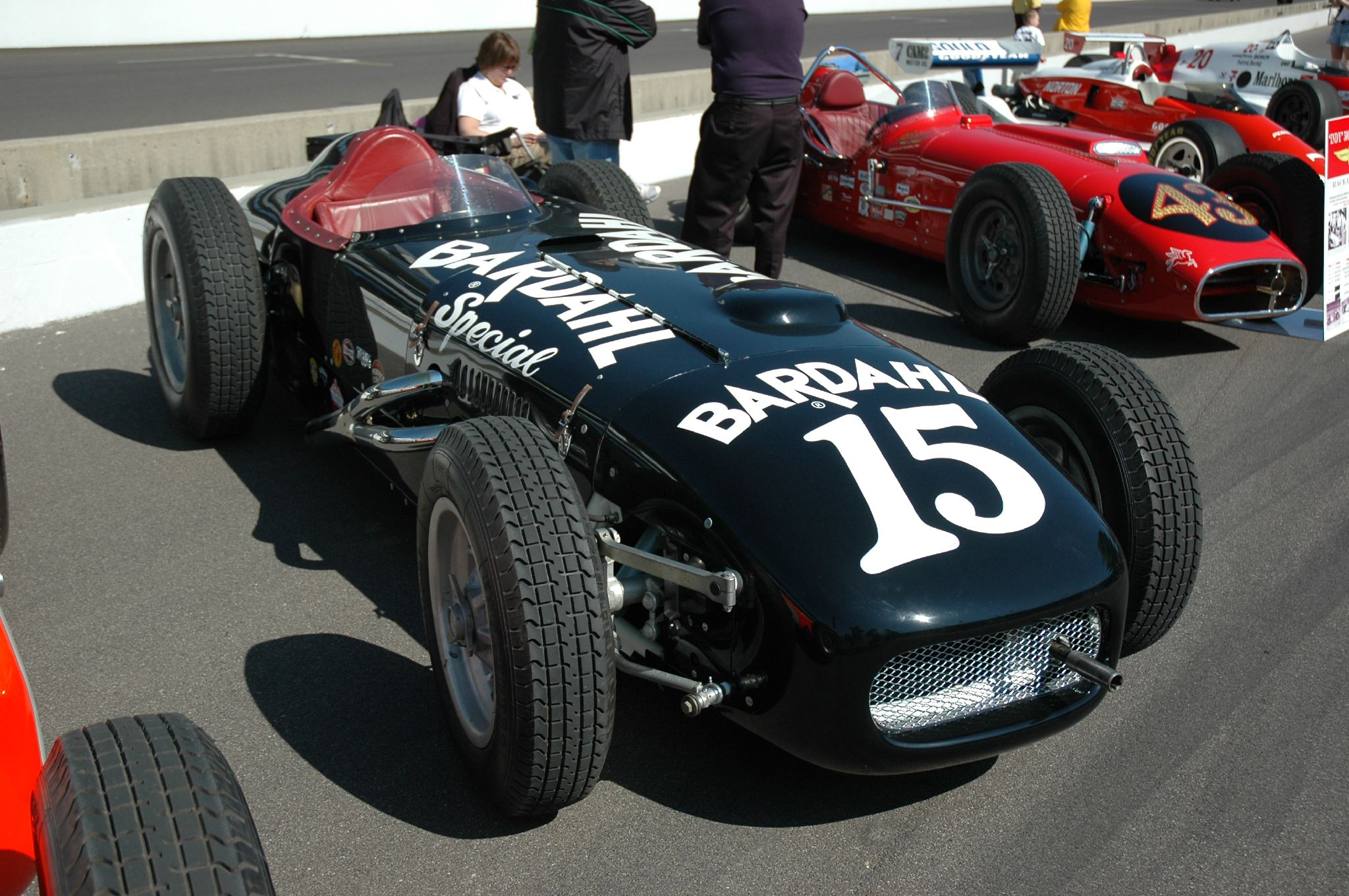
El Kurtis 500B conducido por Davies logró el tercer lugar en las 500 Millas de Indianápolis de 1955.

(Clave) (negrita indica pole position) (cursiva indica vuelta rápida)

| Año  | Escudería                      | 1   | 2       | 3       | 4   | 5   | 6   | 7   | 8   | 9   | Pos. | Puntos |
| ---- | ------------------------------ | --- | ------- | ------- | --- | --- | --- | --- | --- | --- | ---- | ------ |
| 1950 | Pat Clancy                     | GBR | MON     | 500 17  | SUI | BEL | FRA | ITA |     |     | NC   | 0      |
| 1951 | Parks Offenhauser / L.E. Parks | SUI | 500 16  | BEL     | FRA | GBR | GER | ITA | ESP |     | NC   | 0      |
| 1953 | Pat Clancy                     | ARG | 500 10  | NED     | BEL | FRA | GBR | GER | SUI | ITA | NC   | 0      |
| 1954 | Bardahl / Ed Walsh             | ARG | 500 11  | BEL     | FRA | GBR | GER | SUI | ITA | ESP | NC   | 0      |
| 1955 | Bardahl / Pat Clancy           | ARG | MON     | 500 3   | BEL | NED | GBR | ITA |     |     | 12.º | 4      |
| 1956 | Novi Racing                    | ARG | MON     | 500 DNQ | BEL | FRA | GBR | GER | ITA |     | NC   | 0      |
| 1957 | Trio Brdeact Wind Allass       | ARG | MON     | 500 DNQ | FRA | GBR | GER | PES | ITA |     | NC   | 0      |
| 1959 | Sumar / Chapman Root           | MON | 500 DNQ | NED     | FRA | GBR | GER | POR | ITA | USA | NC   | 0      |